# Atracis munita
Atracis munita är en insektsart som först beskrevs av Melichar 1902.  Atracis munita ingår i släktet Atracis och familjen Flatidae. Inga underarter finns listade i Catalogue of Life.